# 500.º Regimiento de Proyectores Antiaéreo (v)
El 500.º Regimiento de Proyectores Antiaéreo (Flak-Scheinwerfer-Regiment. 500 (v)), unidad de apoyo de la Luftwaffe durante la Segunda Guerra Mundial.
El 500.º Regimiento de Proyectores Antiaéreo (Flak-Scheinwerfer-Regiment. 500 (v)), unidad de apoyo de la Luftwaffe durante la Segunda Guerra Mundial.

## Historia
Formado en diciembre de 1940 por el VII Comando Aéreo. En enero de 1942 fue redesignado por el 4.º Regimiento de Proyectores Antiaéreo.

## Comandantes
- Coronel Ernst Schürmann - (diciembre de 1940 - enero de 1942)

## Servicios
- 1940 - 1942: bajo el mando del VII Comando Aéreo(?).